# Herreklassen

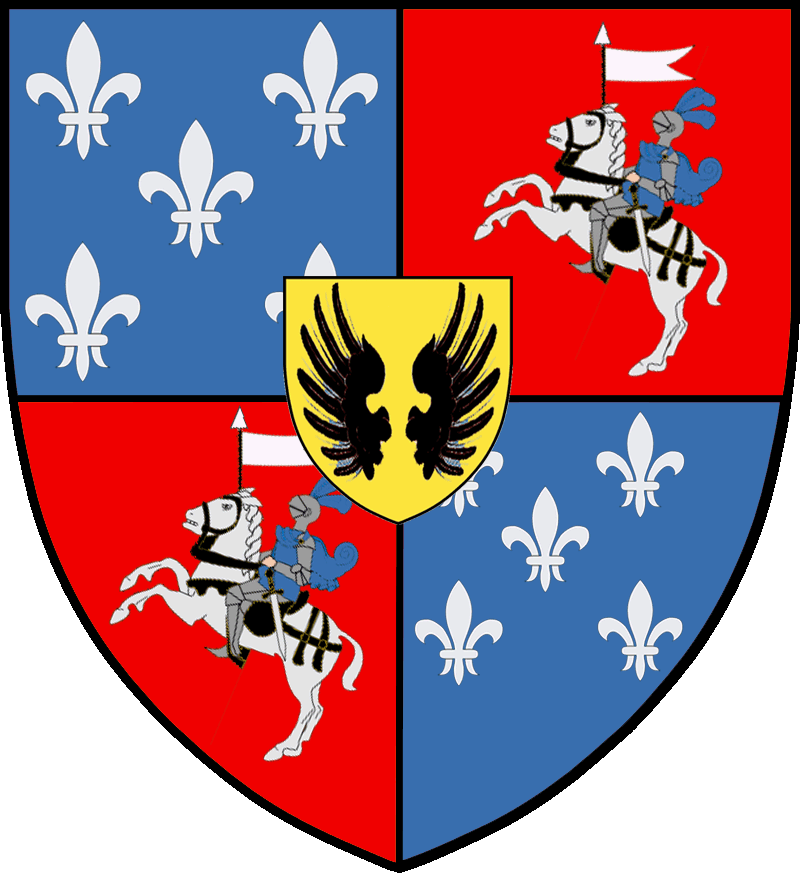
Vapen för den grevliga Braheätten, grevliga ätten nummer 1 på Riddarhuset

Herreklass var den första av det svenska adelsståndets tre klasser som fastställdes vid 1626 års riddarhusordning. 
Till herreklassen räknades den betitlade högadeln, det vill säga grevar och friherrar.
Övriga klasser var riddarklassen som var den andra klassen och svenneklassen som var den tredje klassen.
Liknande grader användes senare vid de  andra svenska riddarhusen:
- Riddarhuset i Riga – ett riddarhus i Livland
- Estlands riddarhus – ett riddarhus i Tallinn, Estland
- Riddarhuset i Mitau – ett riddarhus i Jelgava, Kurland
- Riddarhuset i Arensburg – ett riddarhus i Kuressaare, Ösel
- Lettlands Riddarhus – ett riddarhus i Pilten, Lettland